# كريستين لورانس
كريستين لورانس (بالإنجليزية: Kristen Lawrence)‏ هي عازفة الأرغن أمريكية، ولدت في 2 مارس 1976.